# MILF
MILF (рус. милф, милфа) — акроним (аббревиатура) от англ. «Mother I'd like to fuck» («мамаша, которую я бы трахнул», «мамаша, которой я бы вдул») и общее разговорное (сленговое) вульгарное выражение.

## История

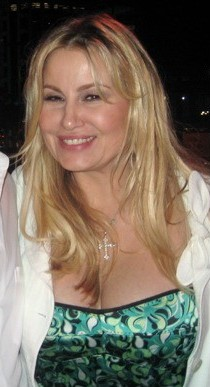
Дженнифер Кулидж

Словосочетание звучало в фильме «Невероятные приключения Билла и Теда» (1989).
Аббревиатура MILF в Интернете возникла в 1990-е годы в группах новостей. Самое раннее известное онлайн-упоминание — публикация 1995 года в сети Usenet о журнале Playboy, изображающем привлекательных матерей.
Термин стал популярен благодаря фильму «Американский пирог» (1999), в котором упоминается персонаж Дженнифер Кулидж — «мама Стифлера». На момент выхода фильма в США актрисе было 38 лет.
Образ MILF ставит под сомнение традиционные представления о женственности, исследователи порнографии считают его игрой против стереотипа о женском образе.
В Великобритании используется термин yummy mummy. Оксфордский словарь определяет его как «привлекательная и стильная молодая мать».

## Использование
Под MILF подразумевают сексуально привлекательную женщину в возрасте от 33 до 44 лет, обычно имеющую ребёнка (детей), а разница в возрасте рассматриваемой женщины и мужчины, считающим её привлекательной, в правильном употреблении термина, должна составлять не менее 16 лет.
Молодых мужчин, выбирающих для сексуальных отношений «милф», называют милфхантерами (в переводе с англ. «охотник на "милф"»).
Значение аббревиатуры MILF не следует путать с термином mature (рус. мэчу́э, зрелая), под которым имеется в виду сексуально привлекательная женщина в возрасте от 45 до 59 лет, и сленговым названием «пума» (англ. cougar), подразумевающим женщину, являющуюся «хищницей», «охотящейся» на мужчин младше себя (не менее чем на 16 лет).

## Влияние
- В 2002 году житель штата Вашингтон приобрёл именной регистрационный знак (англ. vanity plate) на автомобиль «GOTMILF». Он был допущен к использованию, но после нескольких жалоб от общественности, разрешение было отозвано[11].
- В 19-м эпизоде 6-го сезона телекомедии «Клиника» доктор Тодд Куинлэн появляется одетым в майку с надписью «GILF» и рисунком старушки возле неё. Акроним «GILF» означает «бабушка, с которой я хотел бы заняться сексом» (англ. grandmother I'd like to fuck).
- В песне «Big Wheel» в альбоме American Doll Posse 2007 года, Тори Амос обращается к себе (или персонаж из её песни) как к MILF[12].
- В 2007 году авиакомпания Spirit Airlines начала рекламную кампанию с названием «M.I.L.F.», означающим «Много островов, низкие цены» (англ. Many Islands, Low Fares)[13].
- В 2008 году американская порностудия Hustler Video выпустила фильм с названием Who’s Nailin' Paylin? Adventures of a Hockey MILF. По мнению ряда СМИ, фильм являлся своеобразной сатирой, приёмом очернения против кандидата в вице-президенты США от республиканцев на выборах 2008 года Сары Пэйлин[14][15][16]. The Guardian охарактеризовал фильм как «политическую порносатиру»[17]. Главную роль в нём исполнила звезда жанра MILF Лиза Энн.
- Акроним MILF появляется в сериале «Во все тяжкие» на сайте Джесси Пинкмана.
- Аббревиатура MILF в сериале «Дурман» — название одного из сортов марихуаны, выращенной Конрадом (Сезон 2, Эпизод 8: MILF money), MILF-косяк.
- В молодёжном британском ситкоме «Переростки», друзья одного из главных героев не скрывали своего интереса к его матери и зачастую называли её MILF.
- Действие американской комедии 2010 года «Мальчишник: первый опыт» (англ. MILF) разворачивается вокруг темы MILF.
- В начале июня 2016 года вышел сингл певицы Ферги M.I.L.F. $[18][19].
- В ноябре 2018 года российский хип-хоп исполнитель Big Baby Tape выпустил в своём альбоме Dragonborn трек «MILF».
- В декабре 2021 года, российский рэпер Oxxxymiron выпустил новый трек «Агент», в котором есть провокационная строчка «Нету милфы сексапильней, чем Екатерина Шульман», что вызвало резонанс в обществе[20]. При этом, судя по тексту трека[21], автор указывал не на сексуальность в традиционном понимании, а на сапиосексуальность.